# 김춘배
김춘배(金春培, 1966년 3월 28일~)는 대한민국의 정치인으로, 경기도 제7대 가평군의원이다.

## 학력
- 상천국교 졸업
- 청평중학교 졸업
- 가평종합고등학교 졸업
- 강원대학교 자연과학대학 통계학과 학사

## 경력
- 육군 만기 병장 제대
- 남양주 시청 근무
- 이프유통 대표
- ㈜한남기술공사 상무
- 청평라이온스 클럽 회원
- 한남측량설계공사 대표
- 상천초등학교 총동문회 홍보이사
- 강원대학교 자연과학대학 통계학과 총동창회 회장
- 경기 미래포럼 운영위원
- 민주당 경기도당 양평군·가평군 지역위원회 청평면 협의회장
- 설악축구회장
- 국제로타리 3600지구 청평로타리 총무
- 가평군 생활체육 및 축구협회 이사
- 가평군 중장비 연합회 자문위원
- 2014.07 ~ 2018.06 제7대 경기도 가평군의회 의원
- 2014.07 ~ 2016.07 제7대 경기도 가평군의회 전반기
- 2014.07 ~ 2016.07 제7대 경기도 가평군의회 전반기 예산결산특별위원회 위원
- 2015.02 ~ 2016.02 제7대 경기도 가평군의회 장기미집행군계획시설특별위원회 간사
- 2016.07 ~ 2018.06 제7대 경기도 가평군의회 후반기 운영위원회 위원장
- 2016.07 ~ 2018.06 제7대 경기도 가평군의회 후반기 예산결산특별위원회 위원

## 역대 선거 결과
|  | 18.78% |

|  | 49.97% |

|  | 26.86% |

|  | 15.46% |